# Khandro Lhamo
Pour les articles homonymes, voir Lhamo.
Khandro Lhamo  (née dans le Kham en 1914, morte au Népal le 30 mars 2003) est une femme tibétaine bouddhiste et docteur en  médecine tibétaine. 

## Biographie

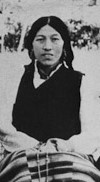
Khandro Lhamo

Khandro Lhamo  est né au Tibet oriental, dans une famille de paysans aux moyens modestes. Dilgo Khyentsé Rinpoché, était tombé gravement malade. En tant que tertön, il était censé prendre une épouse et l'un de ses principaux lamas, Dzongsar Khyentsé Chökyi Lodrö, pensait que s'il n'en prenait pas bientôt, il mourrait. Khandro Lhamo aurait été choisie en raison d'un texte religieux indiquant : « Le jeune yogi avec un A sur son front; De la famille vertueuse du manoir Saka;  Pour prolonger sa vie, devrait épouser la jeune fille née ; dans l'année du tigre des bois. »
Dilgo Khyentsé Rinpoché a épousé Khandro Lhamo quand elle était jeune fille, alors âgée de 18/19 ans. Elle a pratiqué des retraites spirituelles avec lui et l'a accompagné dans ses voyages au Tibet, y recevant aussi les enseignements. En 1959, accompagnés de leurs deux filles et d'un petit groupe de disciples, ils se sont enfuis du Tibet pour rejoindre le Bhoutan. 
Khandro Lhamo était une pratiquante hautement accomplie. Docteur en médecine tibétaine, elle a contribué à la construction et à la maintenance du monastère de Shechen au Népal. 
Après le décès de Dilgo Khyentsé Rinpoché en 1991, elle a vécu au couvent des Shechen Orgyen Chozong au Bhoutan et a collaboré avec Shechen Rabjam Rinpoché, son petit fils, pour développer des établissements pour des femmes.